# Paraclius sordidus
Paraclius sordidus är en tvåvingeart som beskrevs av Van Duzee 1933. Paraclius sordidus ingår i släktet Paraclius och familjen styltflugor.
Artens utbredningsområde är Guatemala. Inga underarter finns listade i Catalogue of Life.